# Pseudanthias huchtii
 Pseudanthias huchtii és una espècie de peix de la família dels serrànids i de l'ordre dels perciformes.

## Morfologia
- Els mascles poden assolir 12 cm de longitud total[2] i les femelles 6.[3]

## Hàbitat
És un peix marí de clima tropical i associat als esculls de corall que viu entre 3-30 m de fondària, tot i que, normalment, ho fa entre 5-30.

## Distribució geogràfica
Es troba des de les Illes Moluques i les Filipines fins a Vanuatu, la Gran Barrera de Corall i Palau a la Micronèsia.